# Myrmica transsibirica
Myrmica transsibirica (лат.) — вид мелких муравьёв рода Myrmica (подсемейство мирмицины).

## Распространение
Южная Сибирь, Дальний Восток России, северо-восточный Китай, Корея, Монголия, Япония.

## Описание
Мелкие коричневые муравьи длиной около 5 мм с длинными шипиками заднегруди. Отличаются своим наличником: он обладает приподнятым боковым краем около мест прикрепления усиков как у муравьёв рода Tetramorium. Усики 12-члениковые (у самцов 13-члениковые). Стебелёк между грудкой и брюшком состоит из двух члеников: петиолюса и постпетиолюса (последний четко отделен от брюшка), жало развито, куколки голые (без кокона). Брюшко гладкое и блестящее. Обычно он живет в различных лесах, но предпочитает светлые, разреженные и теплые; его также можно встретить среди кустарников и в степных местообитаниях. Муравейники обычно строит в почве, часто под камнями. Брачный лёт самок и самцов происходят в августе и сентябре.

## Систематика
Представитель комплекса excelsa из группы видов lobicornis. Имеет признак, характерный для рода Tetramorium, но очень редкий для рода Myrmica: боковая часть наличника приподнята в острый гребень перед усиковыми вставками, так что усиковые впадины отчетливо отделены от поверхности наличника. Такая особенность есть только у двух других видов Myrmica — Myrmica excelsa и Myrmica tamarae. Форма скапуса M. transsibirica сильно отличается от M. excelsa, будучи заметно более узкой на изгибе, чем на средней длине (видно в профиль), а вертикальная (более короткая) часть не имеет продольной бороздки и боковых гребней (видно спереди). Наиболее сходен с M. tamarae по форме головы, лобных долей и усиков, но отличается от него менее грубой шероховатостью на лбу, имея > 13 шероховатостей на уровне глаз против не более 10 извилистых шероховатостей у M. tamarae.